# Barco de Gokstad
O barco de Gokstad ou Gocstádio (em norueguês: Gokstadskipet) é um barco víquingue datado do ano 900, achado em 1880, em Gokstad, localidade de Sandefjord, no sudeste da Noruega.
Tem comprimento de 24 metros, largura de 5 metros, profundidade de 1,70 metros e um deslocamento de 30 toneladas. Quando foi escavado, estava bem conservado e continha um rico espólio funerário. Está exposto ao público no Museu dos barcos viquingues de Oslo, juntamente com o barco de Oseberga.